# 변성 작용
변성 작용(metamorphism)은 기존 암석이 다른 광물 성분이나 질감의 암석으로 변해가는 과정이다. 변성 작용은 150 ~ 200 °C를 초과하는 온도에서 발생하며 고압이나 화학적으로 활발한 유체가 존재하는 조건에서도 발생한다. 그러나 암석은 변성 작용 중에는 대부분 고체 상태를 유지한다. 변성 작용은 풍화나 속성작용(지표 바로 아래 또는 지표에서 발생하는 변화)과는 구별한다.

## 같이 보기
- 눈 (날씨)

## 참고 자료
- Marshak, Stephen (2009). 《Essentials of Geology》 3판. W. W. Norton & Company. ISBN 978-0393196566.
- Vernon, Ronald Holden (2008). 《Principles of Metamorphic Petrology》. Cambridge University Press. ISBN 978-0521871785.